# キテレツ大百科 ソング・コレクション
『キテレツ大百科 ソング・コレクション』（キテレツだいひゃっか ソング・コレクション）は、テレビアニメ『キテレツ大百科』のベストアルバム。1989年12月21日に日本コロムビアから発売された。

## 概要
- テレビアニメ『キテレツ大百科』のTVシリーズ主題歌と、1988年9月1日発売された『コロちゃんパック キテレツ大百科』の楽曲が収録されている。

- TVシリーズ第17回 - 第24回エンディングテーマの「レースのカーディガン」は、シングルがリリースされているレコード会社は異なるものの[注 1]、今作では収録されている。なお、次作の『キテレツ大百科 ソング・コレクション'92』[2]には「レースのカーディガン」は収録されていないが、2004年にリリースされた『キテレツ大百科 スーパー・ベスト』[3]には収録されている。

- 第25回 - 第60回エンディングテーマである「コロ助ROCK」は、1988年に発売されたコンピレーション・アルバム『キテレツ大百科 歌と音楽集』[4]に収録されている「コロ助ROCK (ロング・バージョン)」を改めて収録された。曲の長さも5分弱とサブタイトル通り、オリジナルバージョンよりも長尺となっている。後に、1990年にリリースされたシングル「すいみん不足」[5]のカップリングに「コロ助ROCK'91」と、次作の『キテレツ大百科 ソング・コレクション'92』に「コロ助ROCK'92」がそれぞれバージョン違いで収録されている。

## 批評
『CDジャーナル』は、「子供たちの間では、相変わらず圧倒的な人気を続ける藤子作品。ターゲットが子供だけに、BGMで構成するというよりはOPやED、挿入歌といった、歌って楽しめるソングコレクションというなのだろう」と批評した。

## 収録曲
1. 夢みる時間
  - 作詞：吉元由美／作曲：林哲司／編曲：山本健司／歌：森恵
  - TVシリーズ第61回 - 第86回オープニングテーマ
2. ボディーだけレディー
  - 作詞：森雪之丞／作曲：林哲司／編曲：山本健司／歌：内田順子
  - TVシリーズ第25回 - 第60回オープニングテーマ
3. お嫁さんになってあげないゾ
  - 作詞：森雪之丞／作曲：池毅／編曲：山本健司／歌：守谷香
  - TVシリーズ第1回 - 第24回オープニングテーマ
4. キミと結婚したら! (キテレツのテーマ)
  - 作詞：森雪之丞／作曲：池毅／編曲：山本健司／歌：藤田淑子
  - コロちゃんパック『キテレツ大百科』（1988年9月1日発売）収録楽曲
5. ドキドキFRIENDLY (コロ助のテーマ)
  - 作詞：森雪之丞／作曲：池毅／編曲：山本健司／歌：小山茉美
  - コロちゃんパック『キテレツ大百科』（1988年9月1日発売）収録楽曲
6. マジカルBoy マジカルHeart
  - 作詞：神原冬子／作曲：池毅／編曲：山本健司／歌：守谷香
  - TVシリーズ第1回 - 第16回エンディングテーマ
7. コロ助ROCK (ロング・バージョン)
  - 作詞：森雪之丞／作曲：林哲司／編曲：山本健司／歌：内田順子
  - TVシリーズ第25回 - 第60回エンディングテーマ。1988年に発売されたコンピレーション・アルバム『キテレツ大百科 歌と音楽集』に収録されたリミックスバージョン。
8. レースのカーディガン
  - 作詞：松本隆／作曲：来生たかお／編曲：萩田光雄／歌：坂上香織
  - TVシリーズ第17回 - 第24回エンディングテーマ
9. フェルトのペンケース
  - 作詞：岩室後子／作曲：来生たかお／編曲：山本健司／歌：森恵
  - TVシリーズ第61回 - 第86回エンディングテーマ